# 朱强
朱强（1959年9月—），男性，河南陕县人，中华人民共和国政治人物。

## 生平
2017年6月，朱强从三门峡产业集聚区管委会党工委副书记的位置上调任三门峡市城乡一体化示范区管委会党工委副书记，并兼任三门峡市城乡一体化示范区管委会常务副主任和三门峡产业集聚区管委会主任。2019年9月结束近三十年的官场生涯退休。但在2021年5月，三门峡市纪委监委宣布朱强涉嫌严重违纪违法，并对其纪律审查和监察调查。